# Classement du championnat du monde des pilotes de Formule 1 de 1980 à 1989
Liste, par année, des pilotes de Formule 1 classés parmi les dix premiers du championnat du monde.

## 1980
| Classement | Pilotes               | Pays      | Écuries         | Points inscrits |
| ---------- | --------------------- | --------- | --------------- | --------------- |
| 1er        | Alan Jones            | Australie | Williams-Ford   | 67              |
| 2e         | Nelson Piquet         | Brésil    | Brabham-Ford    | 54              |
| 3e         | Carlos Reutemann      | Argentine | Williams-Ford   | 42              |
| 4e         | Jacques Laffite       | France    | Ligier-Ford     | 34              |
| 5e         | Didier Pironi         | France    | Ligier-Ford     | 32              |
| 6e         | René Arnoux           | France    | Renault         | 29              |
| 7e         | Elio De Angelis       | Italie    | Lotus-Ford      | 13              |
| 8e         | Jean-Pierre Jabouille | France    | Renault         | 9               |
| 9e         | Riccardo Patrese      | Italie    | Arrows-Ford     | 7               |
| 10e        | Keke Rosberg          | Finlande  | Fittipaldi-Ford | 6               |

## 1981
| Classement | Pilotes           | Pays        | Écuries       | Points inscrits |
| ---------- | ----------------- | ----------- | ------------- | --------------- |
| 1er        | Nelson Piquet     | Brésil      | Brabham-Ford  | 50              |
| 2e         | Carlos Reutemann  | Argentine   | Williams-Ford | 49              |
| 3e         | Alan Jones        | Australie   | Williams-Ford | 46              |
| 4e         | Jacques Laffite   | France      | Ligier-Matra  | 44              |
| 5e         | Alain Prost       | France      | Renault       | 43              |
| 6e         | John Watson       | Royaume-Uni | McLaren-Ford  | 27              |
| 7e         | Gilles Villeneuve | Canada      | Ferrari       | 25              |
| 8e         | Elio De Angelis   | Italie      | Lotus-Ford    | 14              |
| 9e         | René Arnoux       | France      | Renault       | 11              |
| 10e        | Héctor Rebaque    | Mexique     | Brabham-Ford  | 11              |

## 1982
| Classement | Pilotes          | Pays        | Écuries       | Points inscrits |
| ---------- | ---------------- | ----------- | ------------- | --------------- |
| 1er        | Keke Rosberg     | Finlande    | Williams-Ford | 44              |
| 2e         | Didier Pironi    | France      | Ferrari       | 39              |
| 3e         | John Watson      | Royaume-Uni | McLaren-Ford  | 39              |
| 4e         | Alain Prost      | France      | Renault       | 34              |
| 5e         | Niki Lauda       | Autriche    | McLaren-Ford  | 30              |
| 6e         | René Arnoux      | France      | Renault       | 28              |
| 7e         | Patrick Tambay   | France      | Ferrari       | 25              |
| 8e         | Michele Alboreto | Italie      | Tyrrell-Ford  | 25              |
| 9e         | Elio De Angelis  | Italie      | Lotus-Ford    | 23              |
| 10e        | Riccardo Patrese | Italie      | Brabham-BMW   | 21              |

## 1983
| Classement | Pilotes           | Pays        | Écuries       | Points inscrits |
| ---------- | ----------------- | ----------- | ------------- | --------------- |
| 1er        | Nelson Piquet     | Brésil      | Brabham-BMW   | 59              |
| 2e         | Alain Prost       | France      | Renault       | 57              |
| 3e         | René Arnoux       | France      | Ferrari       | 49              |
| 4e         | Patrick Tambay    | France      | Ferrari       | 40              |
| 5e         | Keke Rosberg      | Finlande    | Williams-Ford | 27              |
| 6e         | John Watson       | Royaume-Uni | McLaren-Ford  | 22              |
| 7e         | Eddie Cheever     | États-Unis  | Renault       | 22              |
| 8e         | Andrea De Cesaris | Italie      | Alfa Romeo    | 15              |
| 9e         | Riccardo Patrese  | Italie      | Brabham-BMW   | 13              |
| 10e        | Niki Lauda        | Autriche    | McLaren-Ford  | 12              |

## 1984
| Classement | Pilotes          | Pays        | Écuries        | Points inscrits |
| ---------- | ---------------- | ----------- | -------------- | --------------- |
| 1er        | Niki Lauda       | Autriche    | McLaren-TAG    | 72              |
| 2e         | Alain Prost      | France      | McLaren-TAG    | 71,5            |
| 3e         | Elio De Angelis  | Italie      | Lotus-Renault  | 34              |
| 4e         | Michele Alboreto | Italie      | Ferrari        | 30,5            |
| 5e         | Nelson Piquet    | Brésil      | Brabham-BMW    | 29              |
| 6e         | René Arnoux      | France      | Ferrari        | 27              |
| 7e         | Derek Warwick    | Royaume-Uni | Renault        | 23              |
| 8e         | Keke Rosberg     | Finlande    | Williams-Honda | 20,5            |
| 9e         | Ayrton Senna     | Brésil      | Toleman-Hart   | 13              |
| 10e        | Nigel Mansell    | Royaume-Uni | Lotus-Renault  | 13              |

## 1985
| Classement | Pilotes          | Pays        | Écuries        | Points inscrits |
| ---------- | ---------------- | ----------- | -------------- | --------------- |
| 1er        | Alain Prost      | France      | McLaren-TAG    | 76              |
| 2e         | Michele Alboreto | Italie      | Ferrari        | 53              |
| 3e         | Keke Rosberg     | Finlande    | Williams-Honda | 40              |
| 4e         | Ayrton Senna     | Brésil      | Lotus-Renault  | 38              |
| 5e         | Elio De Angelis  | Italie      | Lotus-Renault  | 33              |
| 6e         | Nigel Mansell    | Royaume-Uni | Williams-Honda | 31              |
| 7e         | Stefan Johansson | Suède       | Ferrari        | 26              |
| 8e         | Nelson Piquet    | Brésil      | Brabham-BMW    | 21              |
| 9e         | Jacques Laffite  | France      | Ligier-Renault | 16              |
| 10e        | Niki Lauda       | Autriche    | McLaren-TAG    | 14              |

## 1986
| Classement | Pilotes          | Pays        | Écuries        | Points inscrits |
| ---------- | ---------------- | ----------- | -------------- | --------------- |
| 1er        | Alain Prost      | France      | McLaren-TAG    | 72              |
| 2e         | Nigel Mansell    | Royaume-Uni | Williams-Honda | 70              |
| 3e         | Nelson Piquet    | Brésil      | Williams-Honda | 69              |
| 4e         | Ayrton Senna     | Brésil      | Lotus-Renault  | 55              |
| 5e         | Stefan Johansson | Suède       | Ferrari        | 23              |
| 6e         | Keke Rosberg     | Finlande    | McLaren-TAG    | 22              |
| 7e         | Gerhard Berger   | Autriche    | Benetton-BMW   | 17              |
| 8e         | Jacques Laffite  | France      | Ligier-Renault | 14              |
| 9e         | Michele Alboreto | Italie      | Ferrari        | 14              |
| 10e        | René Arnoux      | France      | Ligier-Renault | 14              |

## 1987
| Classement | Pilotes          | Pays        | Écuries         | Points inscrits |
| ---------- | ---------------- | ----------- | --------------- | --------------- |
| 1er        | Nelson Piquet    | Brésil      | Williams-Honda  | 73 (76)         |
| 2e         | Nigel Mansell    | Royaume-Uni | Williams-Honda  | 61              |
| 3e         | Ayrton Senna     | Brésil      | Lotus-Honda     | 57              |
| 4e         | Alain Prost      | France      | McLaren-TAG     | 46              |
| 5e         | Gerhard Berger   | Autriche    | Ferrari         | 36              |
| 6e         | Stefan Johansson | Suède       | McLaren-TAG     | 30              |
| 7e         | Michele Alboreto | Italie      | Ferrari         | 17              |
| 8e         | Thierry Boutsen  | Belgique    | Benetton-Ford   | 16              |
| 9e         | Teo Fabi         | Italie      | Benetton-Ford   | 12              |
| 10e        | Eddie Cheever    | États-Unis  | Arrows-Megatron | 8               |

## 1988
| Classement | Pilotes            | Pays        | Écuries         | Points inscrits |
| ---------- | ------------------ | ----------- | --------------- | --------------- |
| 1er        | Ayrton Senna       | Brésil      | McLaren-Honda   | 90 (94)         |
| 2e         | Alain Prost        | France      | McLaren-Honda   | 87 (105)        |
| 3e         | Gerhard Berger     | Autriche    | Ferrari         | 41              |
| 4e         | Thierry Boutsen    | Belgique    | Benetton-Ford   | 27              |
| 5e         | Michele Alboreto   | Italie      | Ferrari         | 24              |
| 6e         | Nelson Piquet      | Brésil      | Lotus-Honda     | 22              |
| 7e         | Ivan Capelli       | Italie      | March-Judd      | 17              |
| 8e         | Derek Warwick      | Royaume-Uni | Arrows-Megatron | 17              |
| 9e         | Nigel Mansell      | Royaume-Uni | Williams-Judd   | 12              |
| 10e        | Alessandro Nannini | Italie      | Benetton-Ford   | 12              |

## 1989
| Classement | Pilotes            | Pays        | Écuries          | Points inscrits |
| ---------- | ------------------ | ----------- | ---------------- | --------------- |
| 1er        | Alain Prost        | France      | McLaren-Honda    | 76 (81)         |
| 2e         | Ayrton Senna       | Brésil      | McLaren-Honda    | 60              |
| 3e         | Riccardo Patrese   | Italie      | Williams-Renault | 40              |
| 4e         | Nigel Mansell      | Royaume-Uni | Ferrari          | 38              |
| 5e         | Thierry Boutsen    | Belgique    | Williams-Renault | 37              |
| 6e         | Alessandro Nannini | Italie      | Benetton-Ford    | 32              |
| 7e         | Gerhard Berger     | Autriche    | Ferrari          | 21              |
| 8e         | Nelson Piquet      | Brésil      | Lotus-Judd       | 12              |
| 9e         | Jean Alesi         | France      | Tyrrell-Ford     | 8               |
| 10e        | Derek Warwick      | Royaume-Uni | Arrows-Ford      | 7               |